# Rue des Prêcheurs
La rue des Prêcheurs est une voie ancienne du 1er arrondissement de Paris, en France.

## Situation et accès

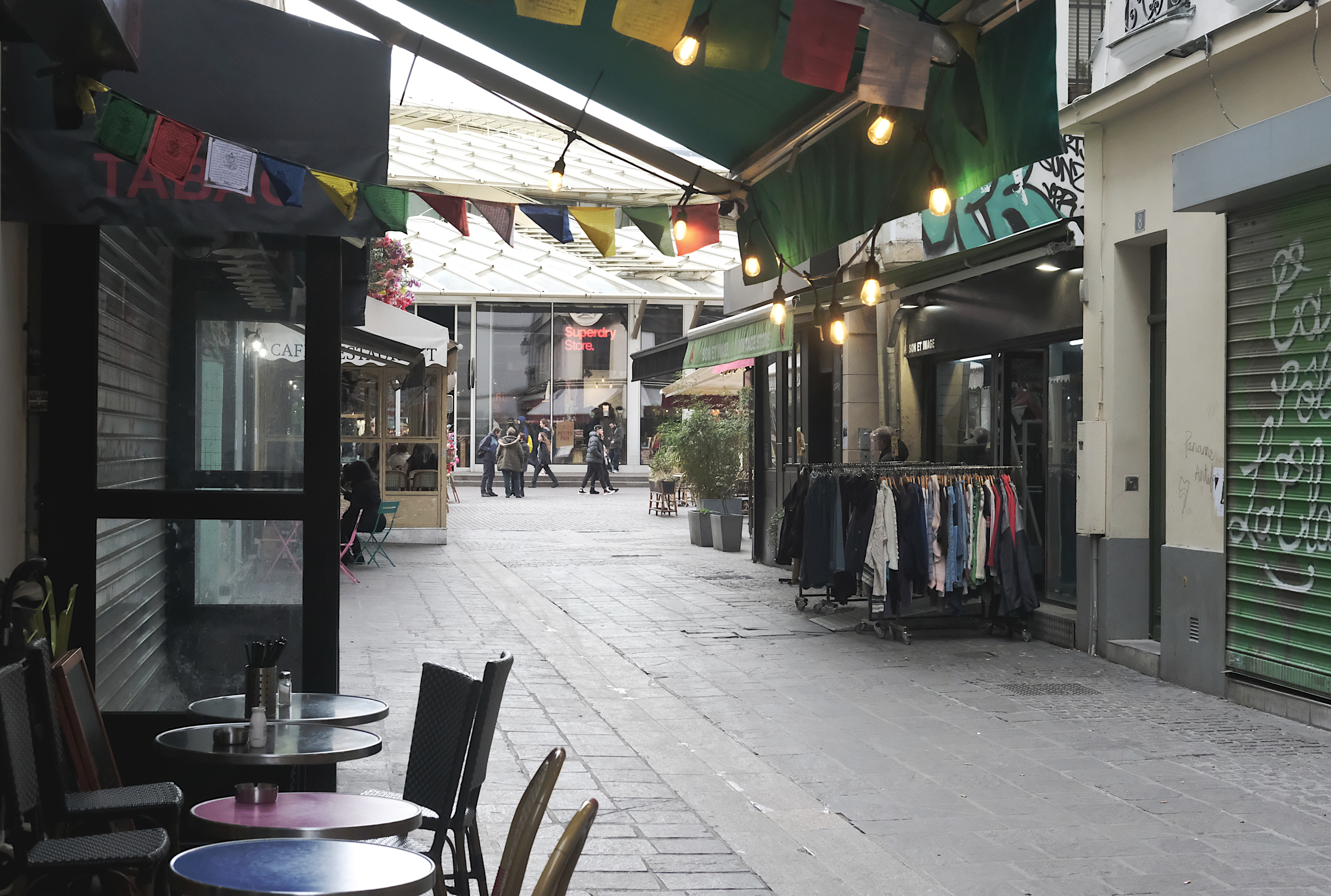
La rue des Prêcheurs vue depuis la rue Saint-Denis.

Actuellement, la rue des Prêcheurs est une voie publique étroite et piétonnière située dans le 1er arrondissement de Paris, quartier des Halles. Elle débute au 81, rue Saint-Denis et se termine au 14, rue Pierre-Lescot.

## Origine du nom
Pour Edgar Mareuse, le nom de la rue vient vraisemblablement d'une figurine en bois sculpté qui se trouvait au coin de la rue Saint-Denis, et représentait un apôtre prêchant. Il est rejoint par Jean de La Tynna qui pense qu'elle doit son nom à la présence d'un arbre de Jessé sculpté en bois, datant du XIIe siècle, qui représentait la généalogie de la Vierge Marie.
Pour Jacques Hillairet et les frères Lazare, le nom est dû à la présence d'une maison possédée, vers 1184, par un dénommé «Robert le Prêcheur ».

## Historique
Des lettres de Maurice de Sully, évêque de Paris, à l'année 1184, attestent que Jean de Mosterolo avait cédé à l'abbaye Saint-Magloire les droits qu'il exerçait in terra Morinensi, et 9 sols sur la maison de Robert-le-Prêcheur (predicaloris). De ces documents, il parait résulter que cette rue a été bâtie sur une partie de l'emplacement du petit fief de Thérouenne, et que sa construction était commencée à cette époque. Dans un amortissement de juin 1252, elle est indiquée sous le nom de « in vico Proedicatorum », c'est-à-dire « rue des Prêcheurs ».
Elle est citée dans Le Dit des rues de Paris de Guillot de Paris sous la forme « rue à Prescheeurs ».
Elle est citée sous le nom de « rue des Prescheurs » dans un manuscrit de 1636.
Jean de La Tynna, indique :

« Au coin sud-est de cette rue et de celle de Saint-Denis est un long arbre sculpté en bois, qui nous paraît être de la fin du XIVe siècle. Il a douze branches, et sur chacune est un personnage debout dans une espèce de tulipe qui ne ressemble pas mal à une chaire à prêcher ; la Vierge Marie est au sommet : on le nomme l'“arbre des prêcheurs”. Nous croyons que la rue doit son nom à cet arbre, et non pas à l'enseigne du Prêcheur, ni à l'hôtel du Prêcheur, ni à Robert le Prêcheur, comme l'ont avancé les divers historiens. Cet arbre représente la généalogie de la Vierge Marie ; on en voit un pareil au musée des Monuments français, à la salle du XIIIe siècle. Abraham, tige de cette généalogie, manque à l'arbre de la rue des Prêcheurs. »

Une décision ministérielle du 28 vendémiaire an XI, (28 octobre 1802) signée Chaptal, et une ordonnance royale du 29 avril 1839, fixent la largeur de la voie à 10 mètres.
Au XIXe siècle, la rue des Prêcheurs, longue de 140 mètres, était située dans l'ancien 4e arrondissement, quartier des Marchés, et commençait 131-133, rue Saint-Denis et finissait 22-24, rue des Piliers-aux-Potiers-d'Étain.
Les numéros de la rue étaient rouges. Le dernier numéro impair était le no 37 et le dernier numéro pair était le no 38.

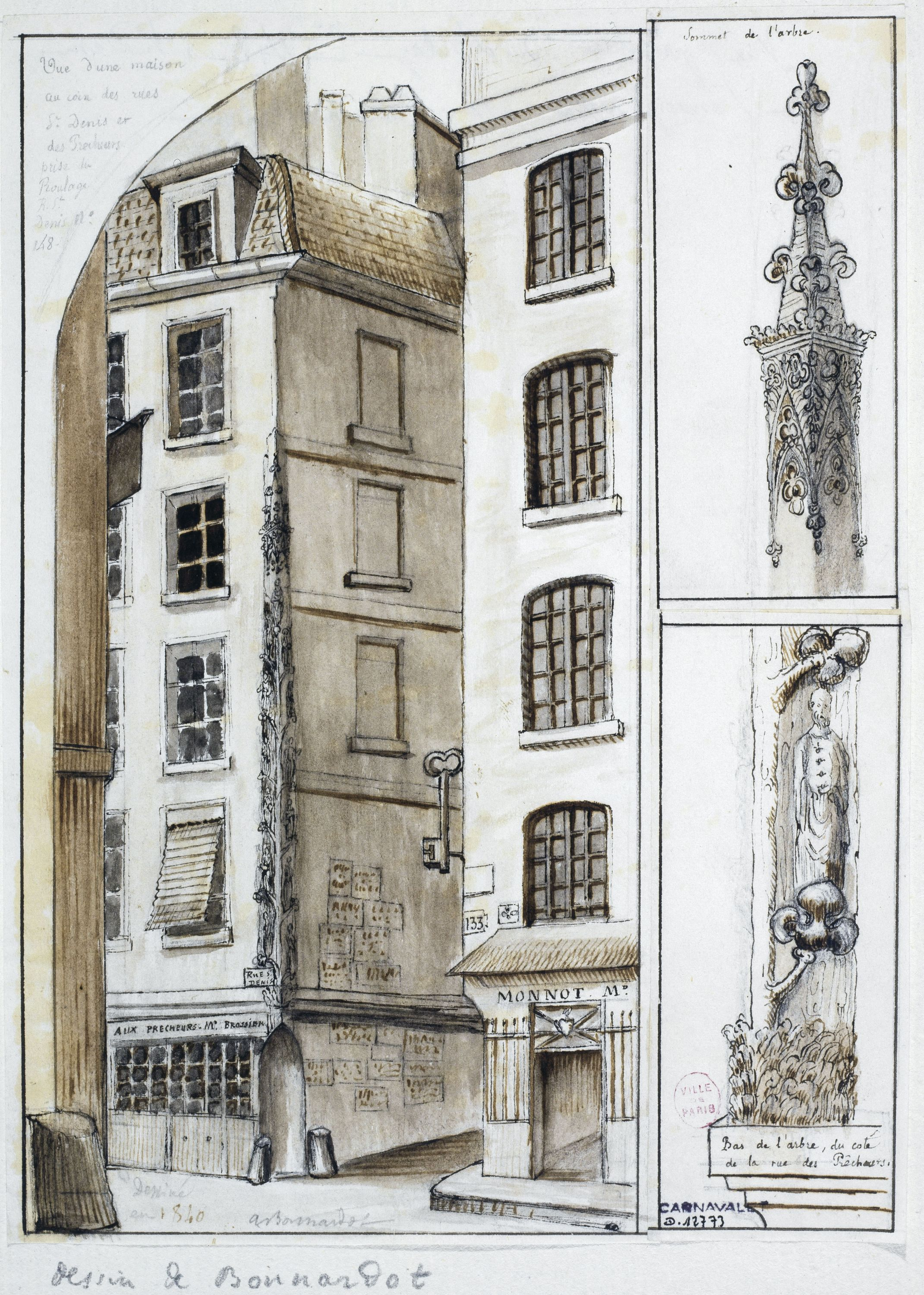
La Maison de l'Arbre-aux-Prêcheurs, au coin de la rue des Prêcheurs et de la rue Saint-Denis vers 1840, avec en son coin l'enseigne dite « Arbre-aux-Prêcheurs ».
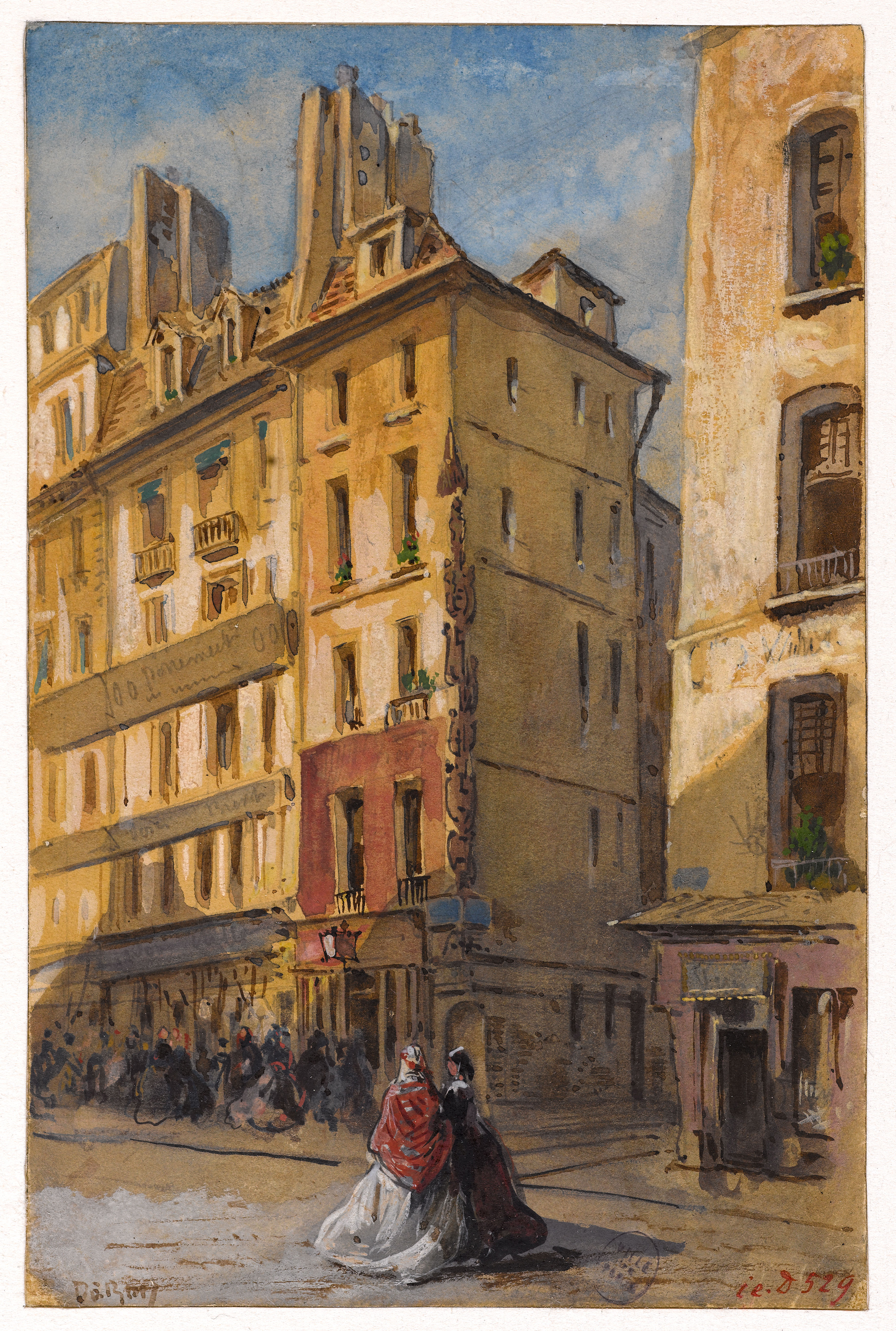
Le même coin, vers 1880.
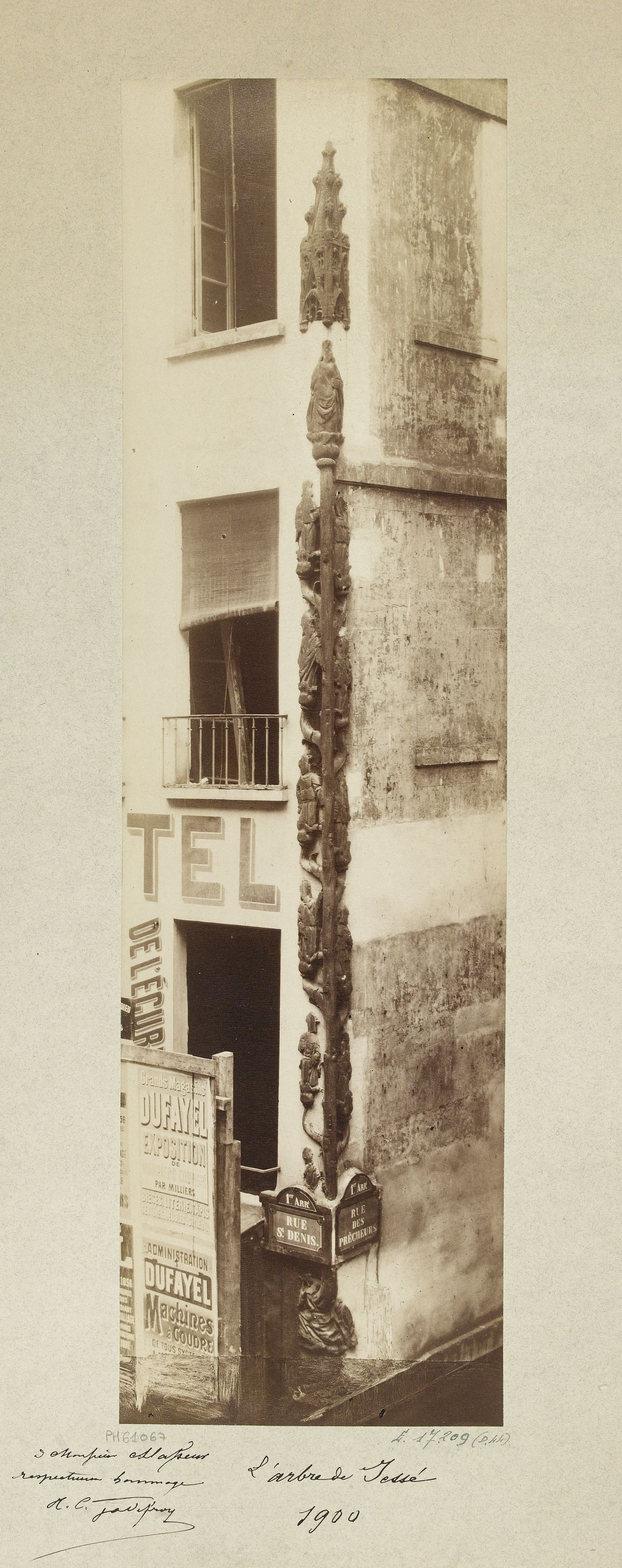
L'Arbre-aux-Prêcheurs, représentant un arbre de Jessé, photographié sur place vers 1900.
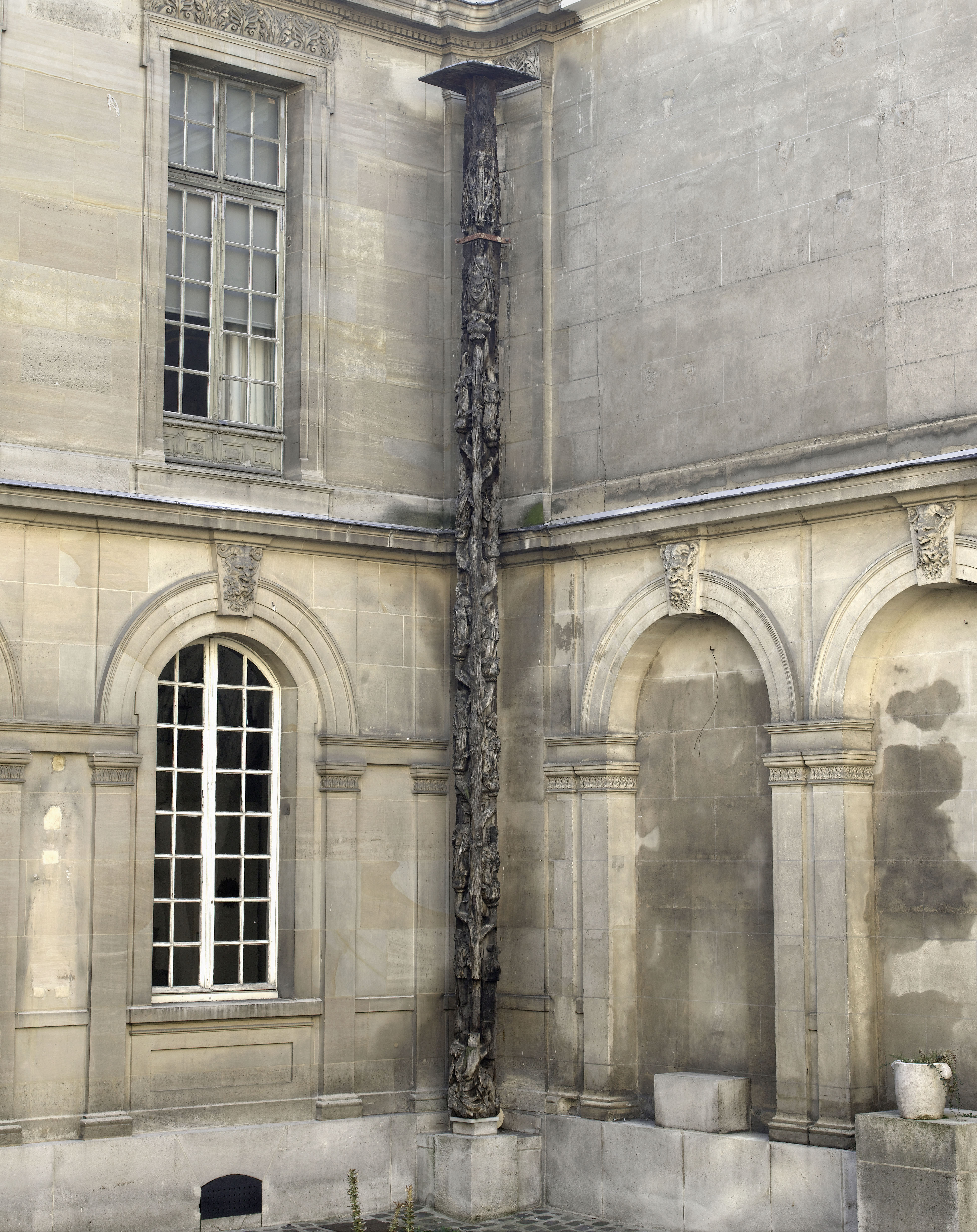
L'enseigne de la maison dite de l'Arbre-aux-Prêcheurs, aujourd'hui conservée au Musée Carnavalet.
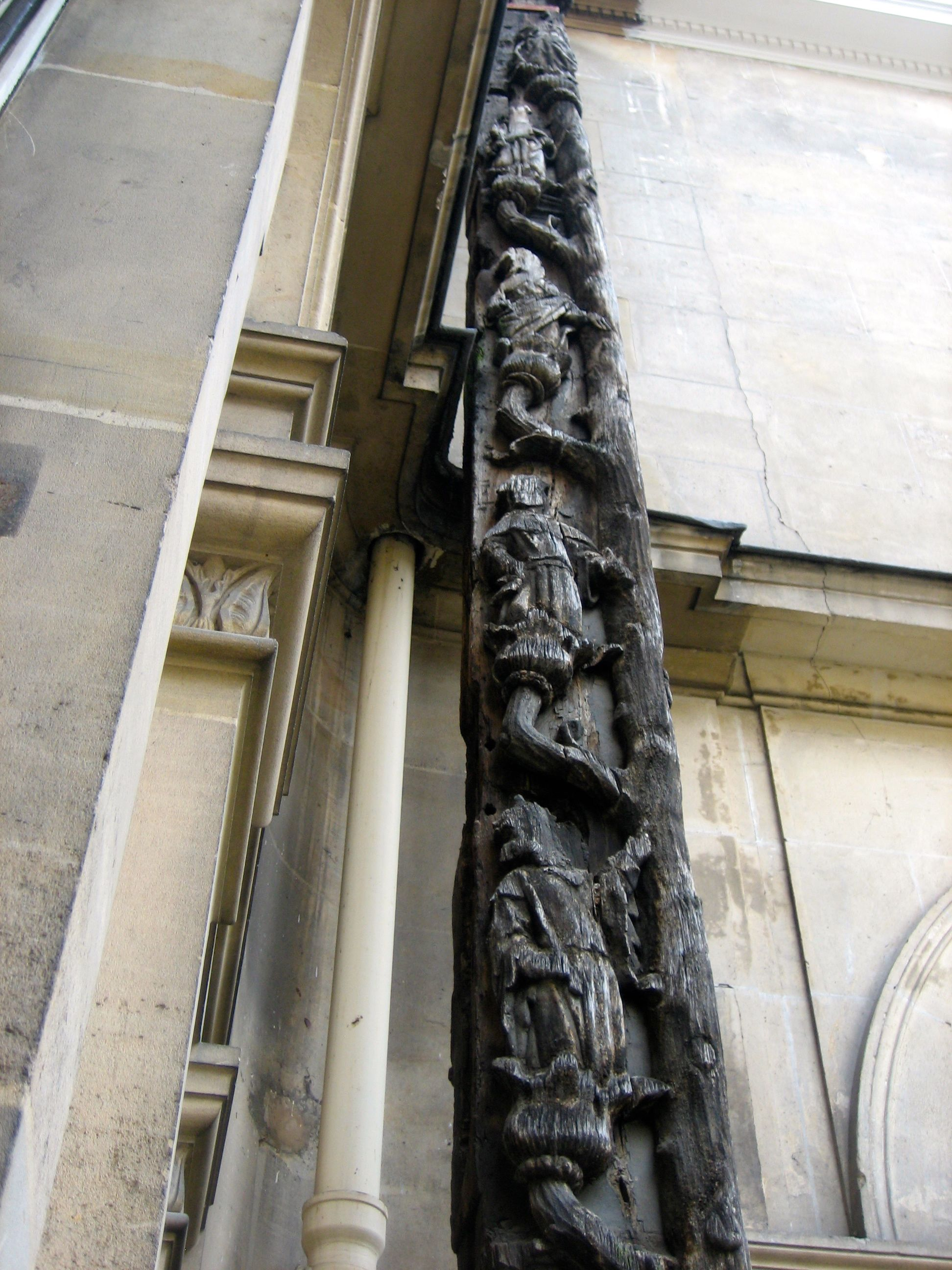
Détail de l'enseigne.

## Pour approfondir